# 福貴人 (乾隆帝)
福貴人（18世纪？—1764年8月31日），姓氏及出身均不詳，清朝乾隆帝之貴人。

## 生平
生年不詳，生辰為正月十九日。乾隆二十八年（1763年）十月初三日，初封為福常在，後晉封為福貴人。乾隆二十九年（1764年）正月十九日，福貴人生辰，恩賜銀一百五十兩，後降為福常在。乾隆二十九年三月二十二日，晉封為福貴人；八月初五日，福貴人在熱河去世，成造金棺、罩套、桌張等物品的銀兩就近由熱河道庫發給，而由熱河起送福貴人金棺到古北口時，搭蓋路棚等項的物料工價則比照乾隆二十六年起送恂嬪金棺之例辦理。福貴人金棺在八月二十一日由熱河起程運送至靜安莊，八月三十日到達。同年十一月二十六日，呈覽福貴人遺物。乾隆三十年閏二月初二日，葬入裕陵妃園寢。